# باول جايلز
باول جايلز (بالإنجليزية: Paul Giles)‏ (21 فبراير 1961 بويلز في المملكة المتحدة - ) هو لاعب كرة قدم بريطاني في مركز الهجوم. لعب مع كارديف سيتي ونادي إكزتر سيتي ونادي إكسلسيور ونادي باري تاون يونايتد ونادي بليموث أرجايل ونادي جامعة كارديف ميتروبوليتان ونادي دوردريخت ونادي كمبران تاون ونيوبورت كونتي ونادي ميرثير تيدفيل ‏ وCardiff Grange Harlequins A.F.C. ‏ وEbbw Vale F.C. ‏.